# Matteo Thun
Pour les articles homonymes, voir Thun (homonymie).
Matteo Thun, né le 17 juin 1952 à Bolzano, est un architecte et un designer italien, qui se rattache au mouvement. Il est un des membres fondateurs du groupe Memphis et de la compagnie Matteo Thun & Partners. Il exerce sa pratique de designer dans le domaine de l'intérieur, du design d'objet ainsi que sur des projets d'architectures.

## Biographie

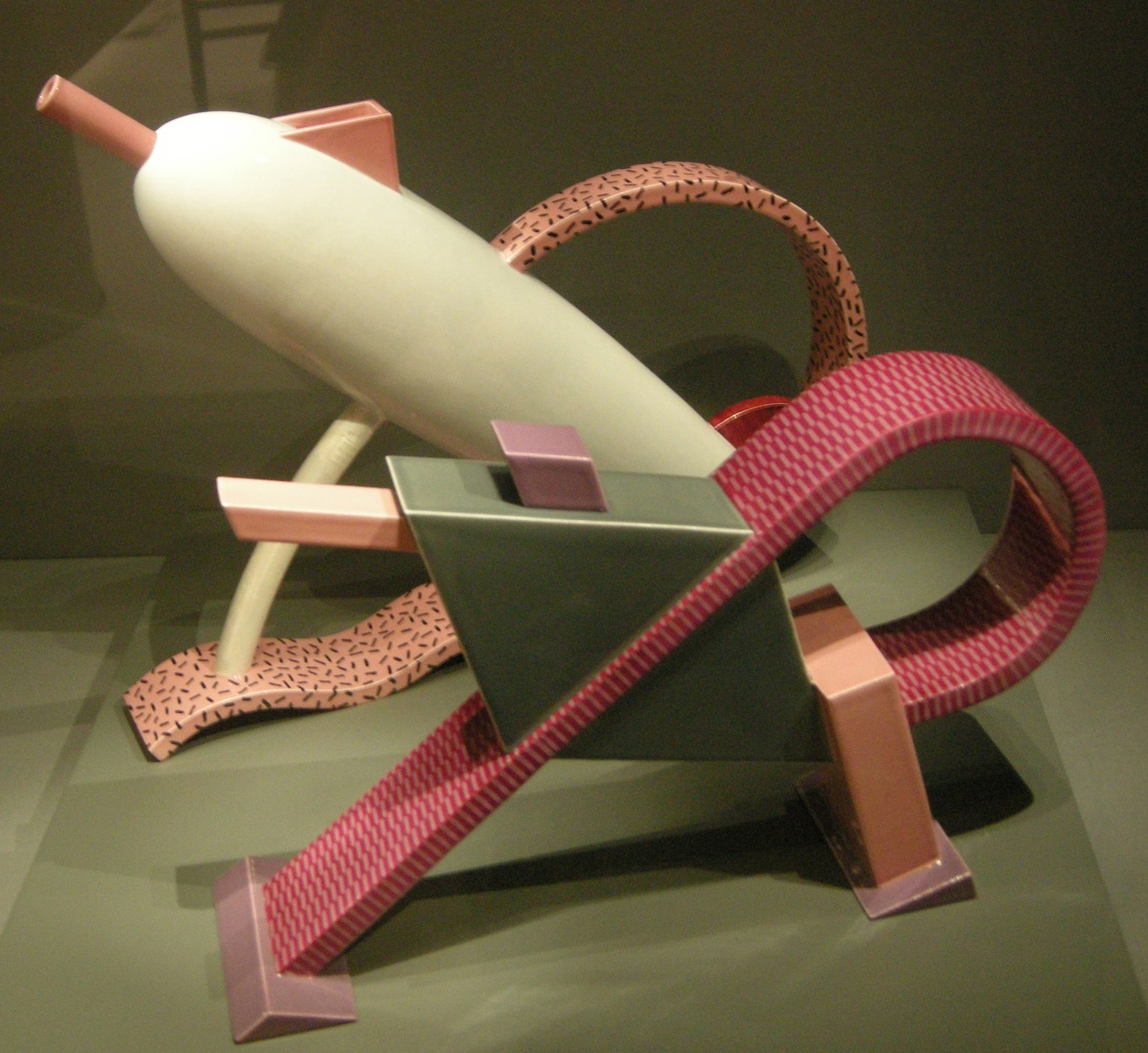
Théière

En 1981, il cofonde le groupe Memphis. De 1980 à 1984, il est partenaire de Sottsass Associati, qui est un bureau de design fondé par Ettore Sottsass. En 1984, il quitte le groupe Memphis pour créer son studio de design Matteo Thun & Partners. Il crée des concepts d'architecture et de design durables.  Il se fait approcher par l'université des arts appliqués de Vienne où il devient président du département de design et de la céramique de jusqu'en 2000. De 1990 à 1993, il est le directeur artistique de Swatch. En 2001, un bureau d'études de sa firme Matteo Thun & Partners prend forme avec l'aide de Luca Colombo et Antonio Rodriguez. À la suite de la création de ce bureau, trois autres groupes, soit MTLC, MTD-R et MTD-R China, qui sont les différentes branches de la compagnie, soit le design d'intérieur, l'architecture et le design d'objet,.

## Vie professionnelle

### Fondation du Studio Matteo Thun & Partners
En 1984, Matteo Thun se rend à Milan afin de créer son propre cabinet d’architecture et de design qu’il nomme Matteo Thun & Partners actif dans les domaines de l’architecture, du design intérieur et du design industriel concernant des résidences privées, des espaces commerciaux ainsi que des hôtels. L'approche de Thun se distingue par son engagement envers une architecture durable et une conception holistique. Matteo Thun  privilégie les matériaux naturels et locaux afin de favoriser la création d’espaces. La construction du complexe hôtelier Vigilius Mountain Resort dans les Alpes italiennes est un exemple de cette philosophie.

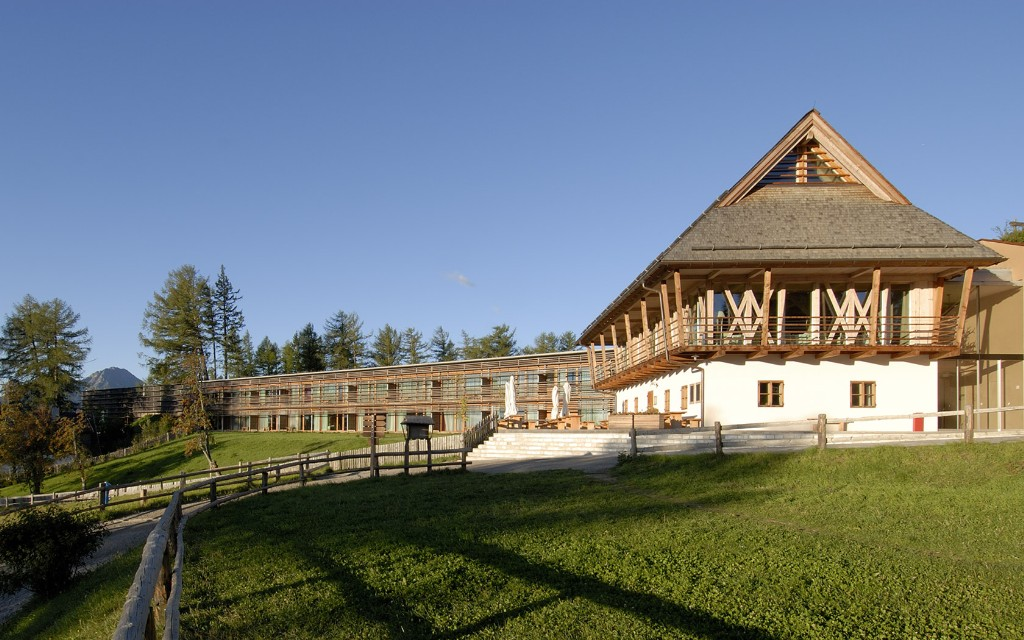
Vigilius Mountain Resort par Matteo Thun, 2011.

#### Vigilius Mountain Resort
Ce complexe hôtelier est situé dans les Alpes italiennes. Construit en bois de mélèze local, l’hôtel s’intègre facilement dans le paysage et exploite les ressources naturelles comme la lumière du soleil afin de réduire l’usage d’énergie artificielle.

#### Hôtel Side
Construit à Hambourg en 2001, cet hôtel de luxe est connu pour son architecture moderne. Thun, ayant conçu l’intérieur de ce bâtiment en verre, combina des matériaux naturels et des lignes épurées pour créer un espace à la fois accueillant et raffiné.

#### JW Marriott Venice Resort & Spa
Sur l'île Isola delle Rose à Venise, c’est en 2015 que Matteo Thun a transformé un ancien sanatorium en un complexe hôtelier de luxe. Le projet est un exemple d'intégration architecturale, où les bâtiments restaurés respectent l'histoire du lieu tout en répondant aux besoins modernes.

### Hôtels et les Espaces Commerciaux
Matteo Thun, ayant une affection particulière pour l’architecture hôtelière, a conçu de nombreux hôtels de luxe à travers le monde pour plusieurs compagnies telles que Hyatt, Mandarin Oriental et Radisson. Son approche se caractérise par une attention particulière aux détails, avec une conception qui cherche à offrir une expérience unique aux visiteurs. Du côté des espaces commerciaux, il fait ressortir ses principes de durabilité et de design holistique en mettant en place des boutiques qui mettent en valeur les produits d’une manière unique. On retrouve son travail dans plusieurs boutiques de luxe telles que Hugo Boss et Bulgari où le design intérieur révèle l'identité de la marque, tout en créant des ambiances qui invitent à la découverte et à l'exploration.

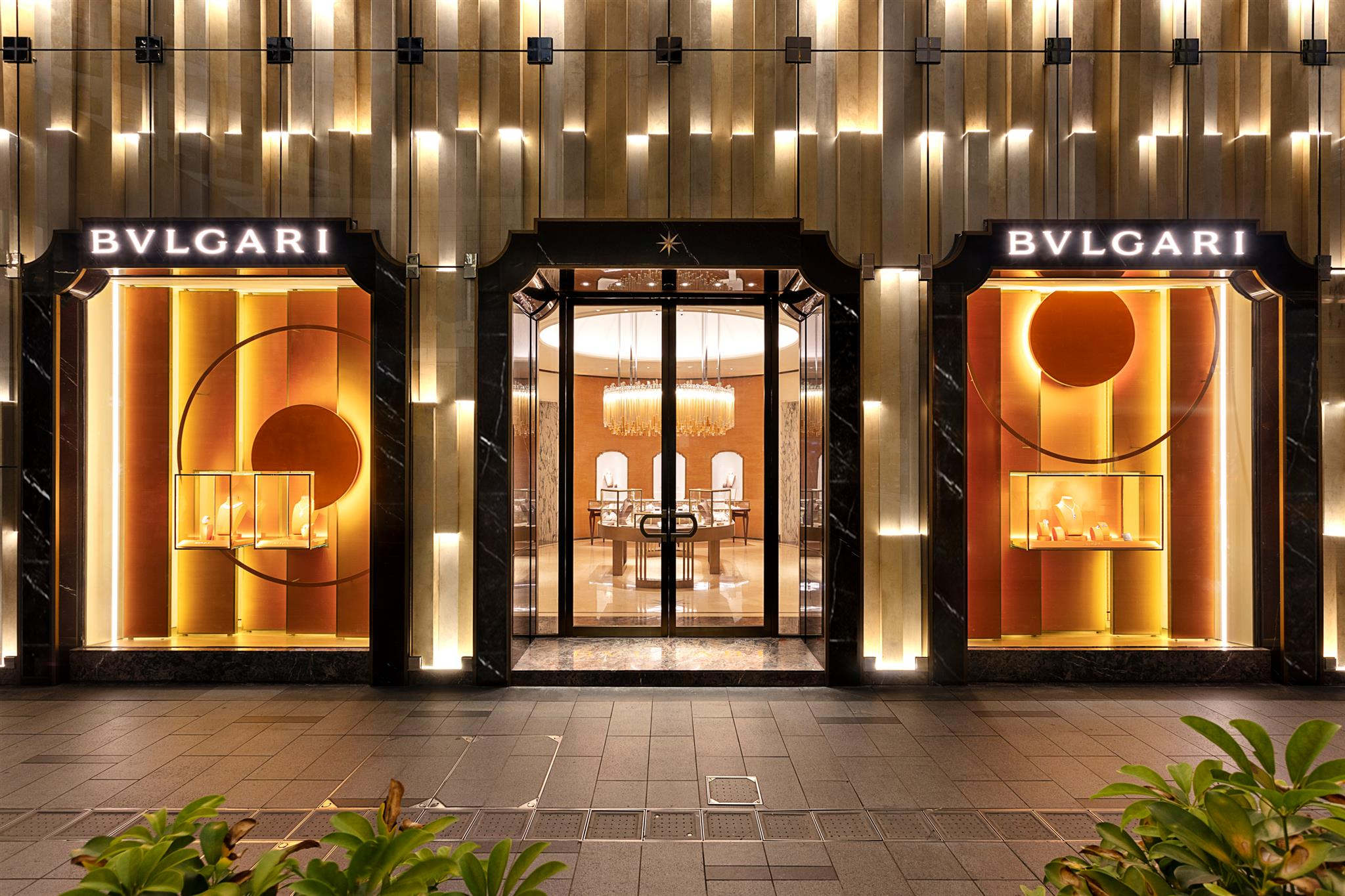
Boutique Bulgari par Matteo Thun

#### Boutiques Bulgari
Matteo Thun a conçu plusieurs boutiques pour la marque de luxe italienne Bulgari, notamment à Tokyo et à New York. Les designs intérieurs de ces boutiques mettent en valeur l'élégance et le luxe de la marque, tout en créant une atmosphère accueillante et raffinée. Les matériaux, comme le marbre et les métaux polis, sont utilisés pour évoquer le prestige de Bulgari, mais l'accent est également mis sur les lignes épurées et les volumes géométriques pour créer un espace contemporain.

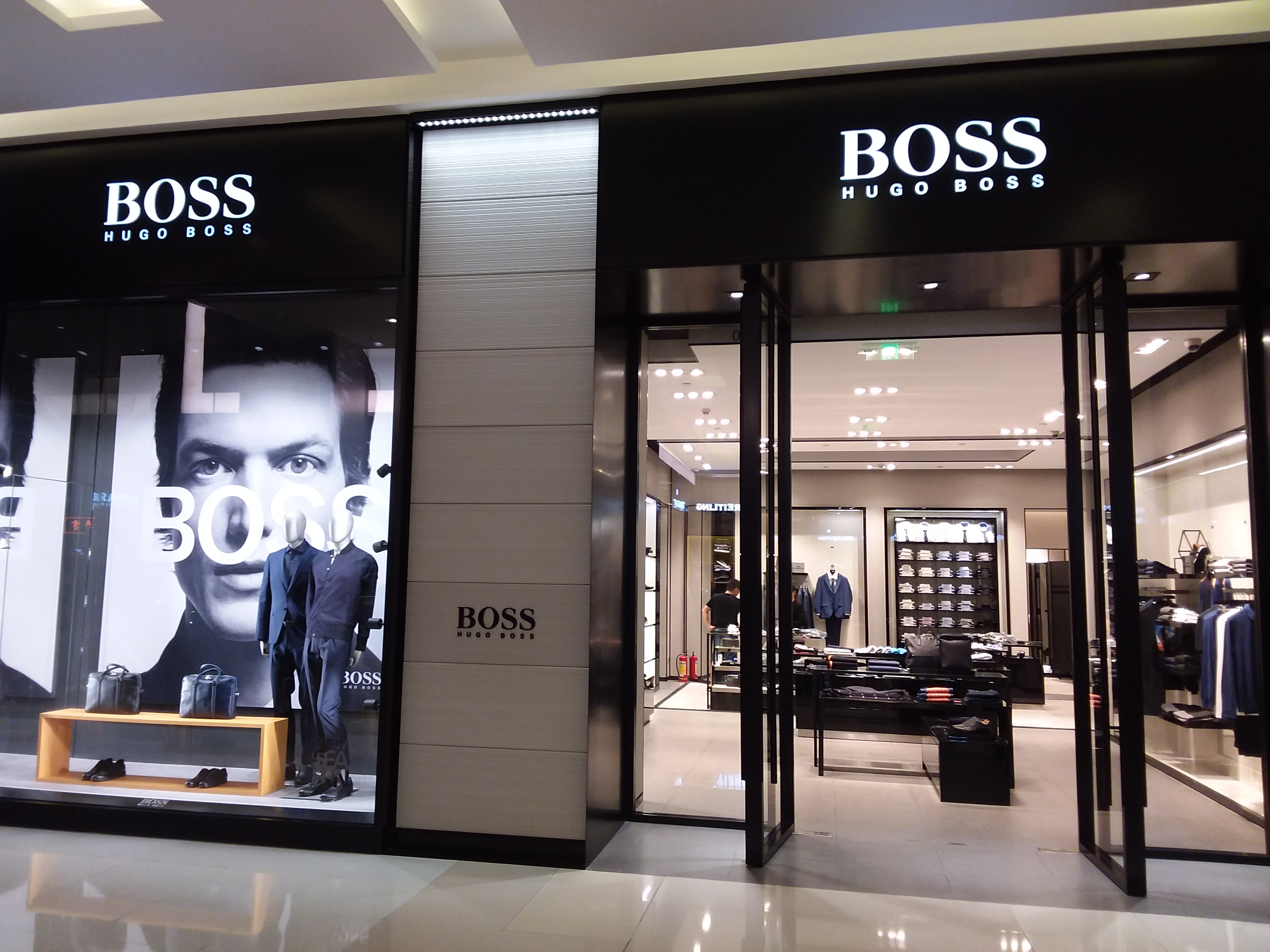
Showrooms Hugo Boss par Matteo Thun

#### Showrooms Hugo Boss
Thun a également collaboré avec la marque de mode Hugo Boss pour la conception de ses boutiques à New York. Le design de ces espaces vise à refléter l'identité sophistiquée et moderne de la marque. Les showrooms intègrent souvent des matériaux tels que le bois et le verre afin de créer des espaces lumineux et dynamiques où les produits sont mis en valeur de manière artistique.

### Design industriel
En plus de son travail en design d’intérieur et en architecture, Matteo Thun a également grandement travaillé en design industriel grâce à sa collaboration avec des grandes marques telles que Alessi, Kartell, et Zwilling. Celles-ci lui ont permis de créer des objets du quotidien d’une manière élégante sans tout de même perdre leur fonctionnalité. Les créations de Thun se distinguent par leur simplicité apparente, derrière laquelle se cache une recherche poussée en matière de matériaux et d'ergonomie. Ces collaborations associent une esthétique épurée à une réponse aux besoins humains fondamentaux.

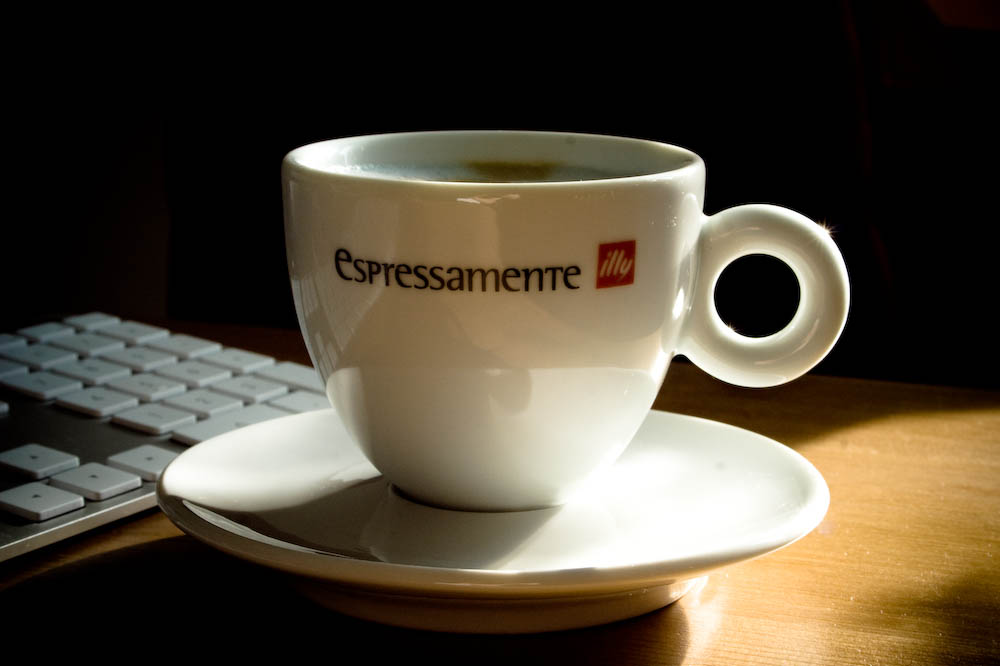
Tasse de café espresso Illy par Matteo Thun, 1991

#### Tasses à espresso Illy
Créées en 1991, les tasses en porcelaine conçues par Thun pour Illy sont devenues une icône du design. Leur forme simple mais raffinée est pensée pour améliorer l'expérience de la dégustation du café. En plus de leur fonctionnalité, ces tasses ont été utilisées comme toiles par divers artistes contemporains, ajoutant une dimension artistique à un objet quotidien.

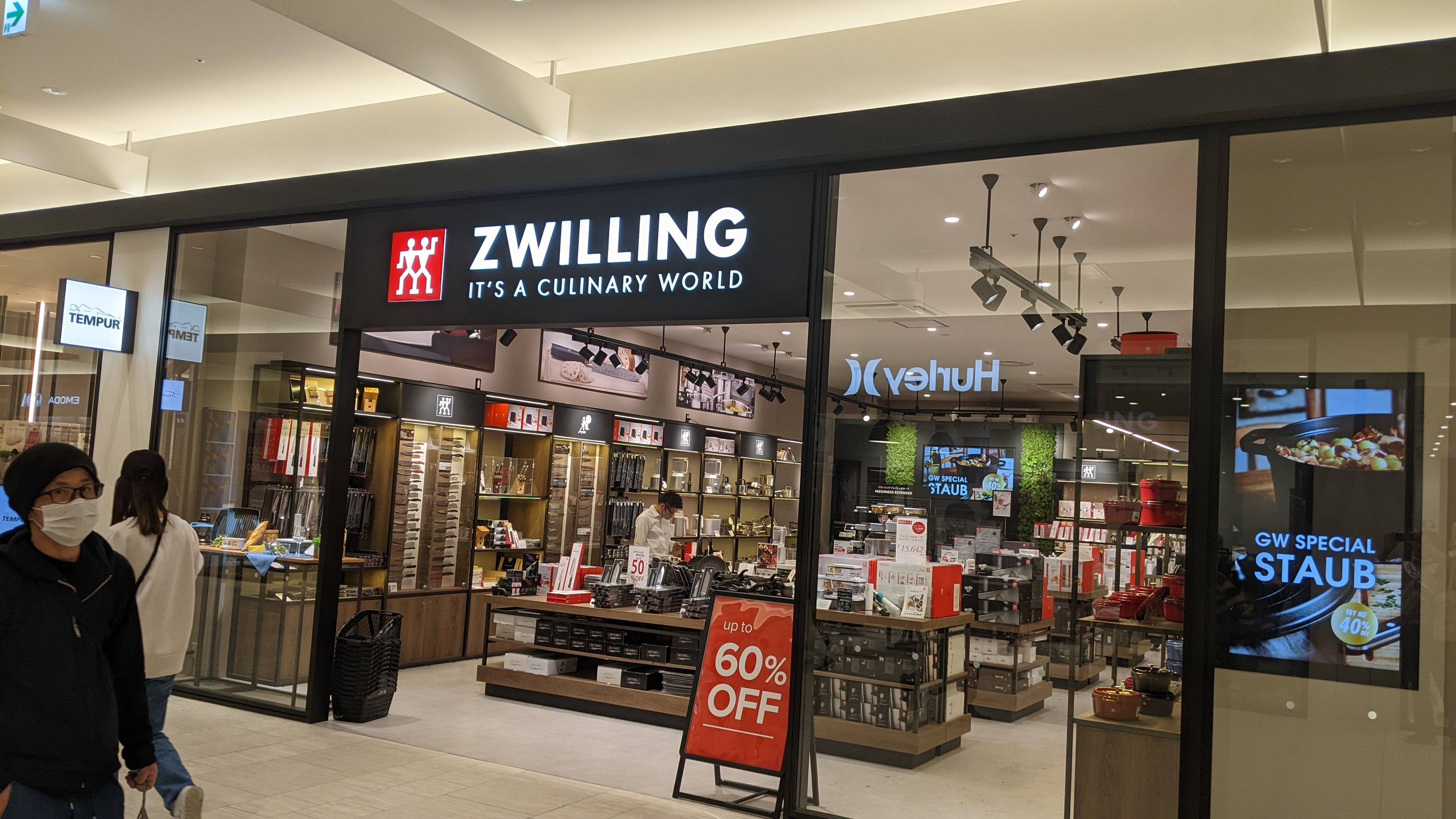
Zwilling J.A. Henckels par Matteo Thun

#### Zwilling J.A. Henckels
Pour cette célèbre marque allemande de couteaux et d'ustensiles de cuisine, Thun a conçu plusieurs lignes de produits. Son approche consiste à équilibrer l'ergonomie et l'esthétique, en créant des objets qui non seulement sont agréables à utiliser, mais apportent également une touche de style à la cuisine. La ligne "Zwilling Twin Cuisine" est l'un des exemples les plus réussis de cette collaboration, avec des couteaux qui combinent technologie de pointe et design intemporel.

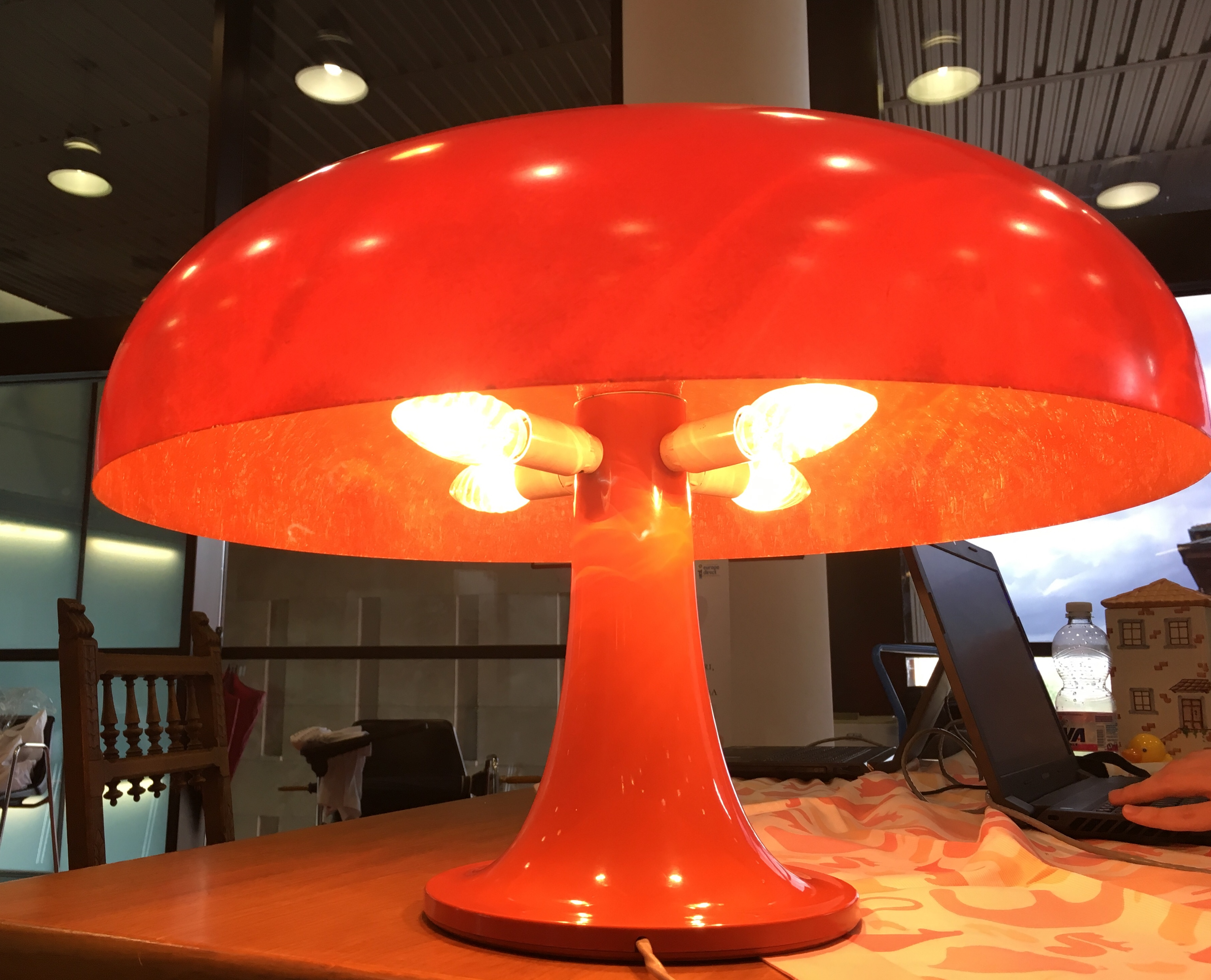
Lampe Artemide par Matteo Thun

#### Artemide
Dans le domaine de l'éclairage, Matteo Thun a travaillé avec la marque Artemide pour créer des lampes qui intègrent des matériaux naturels, tels que le bois, et une technologie moderne d'éclairage LED. Son travail avec Artemide incarne son engagement envers la durabilité tout en offrant des solutions d'éclairage élégantes et fonctionnelles.

## Groupe Memphis

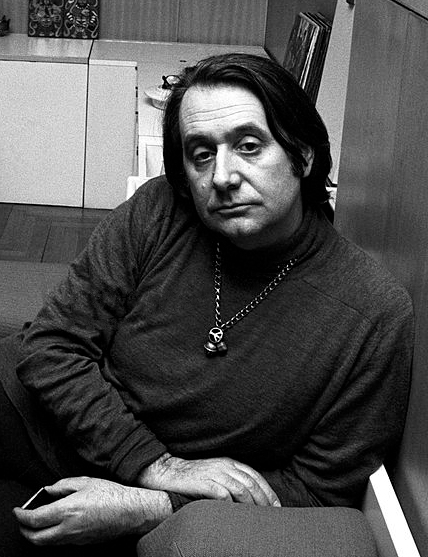
Ettore Sottsass, 1969

### Rencontre avec le Mouvement Memphis
Après des études à l’Académie des beaux-arts de Salzbourg, en Autriche, où il avait été l’élève de l’artiste Oskar Kokoschka, Thun décide de se spécialiser en architecture. Il s’inscrit à l’université de Florence, en Italie, et obtient son diplôme en 1975. C’est à Florence qu’il rencontre, en 1979, Ettore Sottsass, l’un des maîtres du design italien. Thun et Sottsass fondent, en collaboration, le groupe de design postmoderne radical Memphis en 1981. Grâce à Memphis, le design opère alors une révolution esthétique. En effet, Memphis bouleverse le design des années 1980, tant sur le plan pratique qu’esthétique.

### Matteo Thun au sein du Groupe Memphis
Matteo Thun est l’un des créateurs ayant occupé un rôle central au sein du Groupe Memphis; plusieurs de ses créations incarnent l’esthétique et l’approche générale de ce mouvement. Son portfolio comprend non seulement des meubles avec des formes géométriques, mais aussi des objets décoratifs aux couleurs vives et des motifs décalés. Cependant, sa force se trouve dans la manière de marier l’excentricité et la fonctionnalité : la plupart de ses créations, bien que très stylisées, demeurent encore utiles. Parmi les exemples de créations pour Memphis, leur lampe Ollo de 1988. La lampe Ollo est une disposition typique du style Memphis avec des couleurs vives et une combinaison d’éléments circulaires complets et de courbes de coupe. De plus, Thun a également créé des meubles tels que des étagères, des chaises longues et des fauteuils présentant des formes et des contours qui n’étaient pas traditionnels. Ces exemples démontrent l’esprit de rébellion de Memphis, qui vise à déconstruire les normes de design en faveur de l’originalité.

### Héritage de Memphis dans l'œuvre de Matteo Thun
Bien que Thun ait renoncé au style exubérant de Memphis, l’esprit de rébellion et d’innovation continue d’imprégner son travail. Ses créations ultérieures, y compris dans le domaine de l’architecture et du design industriel, révèlent un intérêt continu pour l’expérimentation avec les formes et les matériaux. Cependant, son approche repose désormais sur une vision plus durable et holistique, Thun s’efforçant de créer des objets et des espaces conçus pour durer. En partie, son engagement en faveur de la durabilité est une réponse à l’exubérance parfois éphémère de Memphis. Pour Thun, un objet design est non seulement beau mais aussi éthique.